# La Vraie Gloire
Pour plus de détails, voir Fiche technique et Distribution.
La Vraie Gloire (titre original The True Glory) est un film documentaire américano-britannique réalisé par Garson Kanin et Carol Reed, sorti en 1945.
Ce documentaire a été diffusé avec l'accroche « The story of your victory...told by the guys who won it! » (littéralement L'histoire de votre victoire... racontée par ceux qui l'ont gagnée !).
Le film obtient l'Oscar du meilleur film documentaire lors de la 18e cérémonie des Oscars, en 1946.

## Synopsis
Les évènements de la victoire Alliée sur le front ouest, depuis le débarquement en Normandie jusqu'à la chute du Troisième Reich...

## Fiche technique
- Titre : La Vraie Gloire
- Titre original : The True Glory
- Réalisation : Garson Kanin et Carol Reed
- Photographie : Russ Meyer
- Montage : Robert Carrick, Bob Clarke, Jerome Corwin, Robert Verrell
- Musique : William Alwyn
- Direction artistique : Roger K. Furse
- Société de production : Ministère britannique de l'Information, U.S. Office of War Information
- Société de distribution : Columbia Pictures
- Pays de production :  Royaume-Uni |  États-Unis
- Format : Noir et blanc — 35 mm — 1,37:1 — Son : Mono (Western Electric Recording)
- Genre : Film documentaire, Film de guerre
- Durée : 87 minutes (1 h 27)
- Dates de sortie :
  - Royaume-Uni : 27 août 1945
  - États-Unis : 4 octobre 1945
  - France : 16 janvier 1946
- Affiche : Jacques Bonneaud (France)

## Distribution
- Leslie Banks : Commentateur
- Robert Harris : Commentateur (voix)
- Sam Levene : Commentateur (voix)
- Alan Morehead : Commentateur
- Dwight D. Eisenhower : lui-même
- Joseph Goebbels : lui-même (images d'archives)
- Adolf Hitler : lui-même (images d'archives)
- Erwin Rommel : lui-même (images d'archives)
- Peter Ustinov : lui-même
- Richard Fallon

## Récompenses et distinctions
Le film a obtenu l'Oscar du meilleur film documentaire.